# Westbroek (album)
Westbroek is het derde studioalbum van de Nederlandse zanger Henk Westbroek, uitgebracht in 1998.

## Nummers
| Nr. | Titel                                    | Schrijver(s)                                         | Duur |
| --- | ---------------------------------------- | ---------------------------------------------------- | ---- |
| 1.  | Loods me door de storm                   | Gerbrand Westveen, Henk Westbroek                    | 7:15 |
| 2.  | Elke dag                                 | Humphrey Campbell, Henk Westbroek                    | 5:00 |
| 3.  | De laatste strohalm                      | Humphrey Campbell, Henk Westbroek                    | 6:00 |
| 4.  | Hou me vast met je hart                  | Henk Westbroek                                       | 5:47 |
| 5.  | Een open deur                            | Henk Westbroek                                       | 4:06 |
| 6.  | Uniek moment                             | Henk Westbroek                                       | 4:08 |
| 7.  | Zelfs je naam is mooi                    | René Meister, Henk Westbroek                         | 4:28 |
| 8.  | De laatste en de eerste (Duet met Nance) | Humphrey Campbell, Gerbrand Westveen, Henk Westbroek | 4:46 |
| 9.  | Elke keer                                | Henk Westbroek                                       | 3:58 |
| 10. | 2000                                     | Henk Westbroek                                       | 6:37 |
| 11. | Ik mis je                                | Henk Westbroek                                       | 6:49 |